# Orgullo y prejuicio (película de 2005)

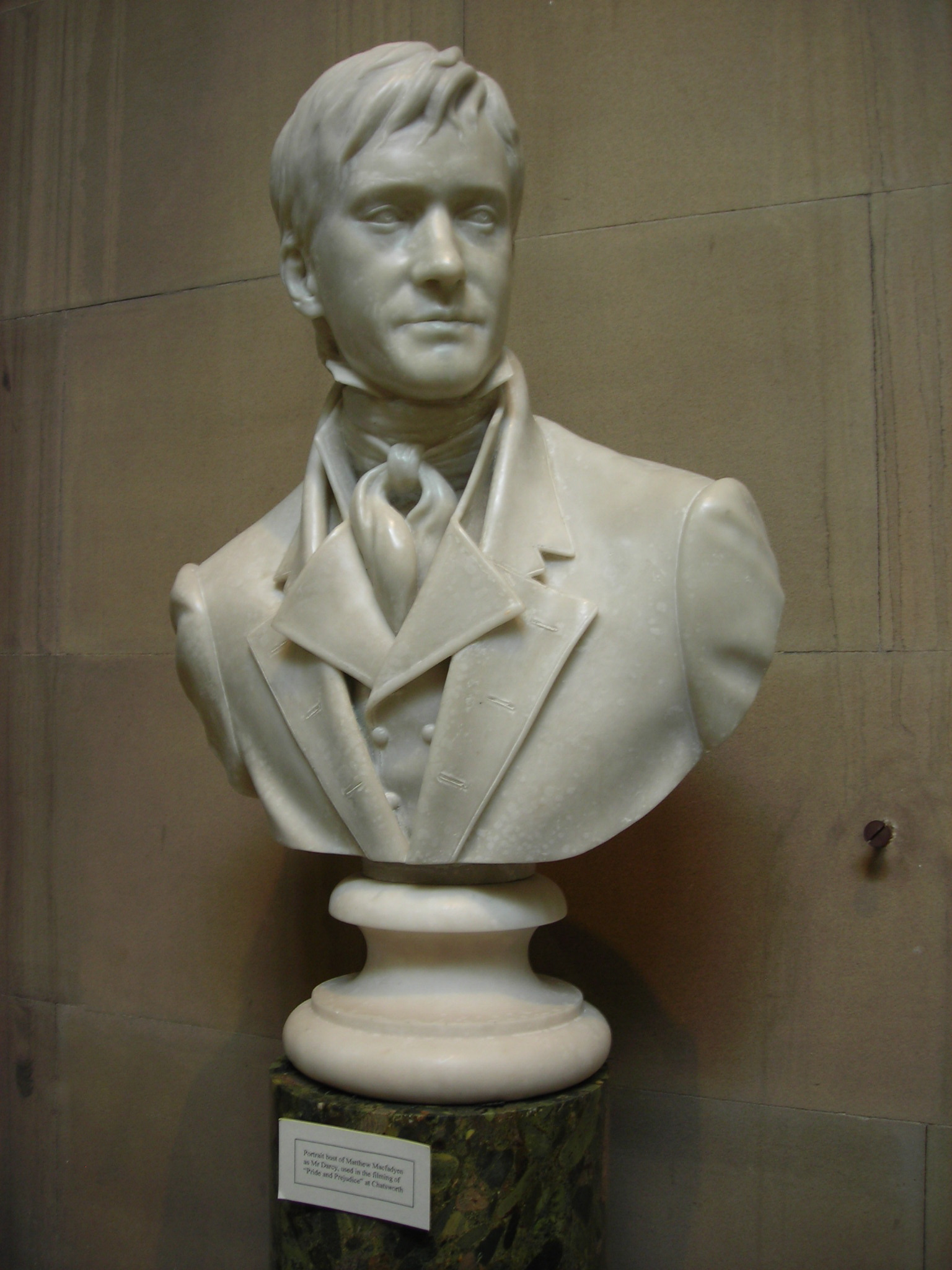
Busto del Sr. Darcy usado en la escena de la visita a Pemberley.

Orgullo y prejuicio (Pride & Prejudice) es una película británica del año 2005 del género romántico basada en la novela homónima de Jane Austen publicada en 1813. La película, basada en un guion de Deborah Moggach, fue producida por Working Title Films y dirigida por Joe Wright. En 2006 se lanzó una versión «Rogue Cut» que contiene un final extendido y escenas inéditas. La música estuvo a cargo de Dario Marianelli y en piano estuvo a cargo de Jean-Yves Thibaudet.

## Argumento
La historia comienza con las cinco hermanas Bennet: Jane (Rosamund Pike), la primogénita, Elizabeth o Lizzy, la segunda hija (Keira Knightley), Lydia (Jena Malone), Mary (Talulah Riley) y Kitty (Carey Mulligan), que viven con sus padres en Longbourn, una propiedad rural que a la muerte del señor Bennet pasará a posesión del primo de las muchachas, Mr. Collins, un clérigo de personalidad muy particular y apadrinado de Lady Catherine de Bourgh, lo que les significará para ellas que quedarán sin hogar y con un futuro incierto.
Todas han sido criadas por su madre (Brenda Blethyn), una mujer absolutamente carente de tino social, cuya única fijación es encontrarles marido antes de que se les pase la edad fértil. La mayoría de las hermanas son de carácter ingenuo, bien parecidas y románticas y viven soñando con un pretendiente rico que les dé un futuro pasable que es el sueño de su ansiosa madre. 
Jane es considerada la más bonita pero es muy reservada, tímida y contenida. Elizabeth, su segunda hermana, es risueña, generosa, inteligente, taciturna y quizás la más osada de todas y con fuerte carácter. Desea una vida amorosa con perspectivas más abiertas sin las ataduras de un compromiso por conveniencia, sino del dominio de la verdaderas intenciones del corazón, un anhelo respaldado soterradamente por su padre (Donald Sutherland). Lydia, la menor de las hermanas, es de carácter inquieto y aventurero, inmaduramente romántica y vive soñando con tener un romance con un soldado.  Sus otras dos hermanas siguen las aguas de sus hermanas mayores.
Cuando el rico, algo tímido y soltero Sr. Charles Bingley (Simon Woods) se instala en una mansión vecina en la finca Netherfield para pasar el verano junto a su hermana Caroline y su mejor amigo Darcy, las hermanas Bennet no pueden creer su suerte y son invitadas a las fiestas que allí se celebran. Entre los nuevos huéspedes de la finca y la llegada de varios jóvenes oficiales, habrá pretendientes de sobra. 
Jane, la hermana mayor, de gran belleza serena, pero muy contenida parece haber conquistado el corazón del Sr. Bingley. En el baile de bienvenida, Lizzy conoce al apuesto y además aparentemente indiferente, soberbio y orgulloso Sr. Darcy (Matthew Macfadyen) y se desata una lucha de personalidades, ya que a pesar del mutuo interés que se despierta entre ellos, se desata una lucha de orgullos y prejuicios sociales debido a la diferencia de rango social de ambos y otras consideraciones no menos importantes. Lizzy aparenta ser indiferente pero no descortés con el señor Darcy, se conduce con su risueña personalidad en forma inteligente, no importándole el talante social y sin quererlo logra captar la atención del serio aristócrata.
Debido a la cercanía, los amigos en común y los enlaces que ocurren, el Sr. Darcy y Lizzy se encuentran a menudo y casi siempre acaban confrontados principalmente a causa de un tercer personaje que es transversal en sus vidas, el teniente Wickham. Paralelamente, Lizzy está menos dispuesta que nunca a aceptar como nuevo pretendiente, al Sr. Collins, su primo y clérigo de buena situación, (Tom Hollander), que ha pedido su mano torpe e insistentemente. Apoyada por su padre y ante el asombro y la desesperación de su madre rechaza al Sr. Collins, que se desposa más tarde con la mejor amiga de Lizzy. 
Cuando el Sr. Bingley se marcha súbitamente a Londres sin avisar, rompiendo el corazón de Jane, Lizzy culpa no sin razón al Sr. Darcy.
Ya pasado un tiempo Lizzy es invitada a la casa del Sr. y la Sra. Collins, viaje en el que inesperadamente el Sr. Darcy le declara su amor; es este el momento en el que ella le rechaza dejando en claro las dudas acerca de su comportamiento y permitiéndole ver su propio orgullo que da muestras a ser equivalente al del Sr. Darcy.
Pero una carta de explicación y una inesperada crisis con Lydia, quien con su personalidad inquieta y caprichosa pone en peligro la reputación de la familia, permite a Lizzy darse cuenta de la verdadera naturaleza del Sr. Darcy descubriendo que estaba terriblemente equivocada acerca de su personalidad, y que detrás del aparente orgullo hay un verdadero hombre de alma generosa y noble.

## Reparto
| Actor             | Personaje                |
| ----------------- | ------------------------ |
| Keira Knightley   | Elizabeth "Lizzy" Bennet |
| Matthew Macfadyen | Sr. Darcy                |
| Rosamund Pike     | Jane Bennet              |
| Jena Malone       | Lydia Bennet             |
| Carey Mulligan    | Catherine "Kitty" Bennet |
| Talulah Riley     | Mary Bennet              |
| Donald Sutherland | Sr. Bennet               |
| Brenda Blethyn    | Sra. Bennet              |
| Claudie Blakley   | Charlotte Lucas          |
| Simon Woods       | Sr. Charles Bingley      |
| Kelly Reilly      | Caroline Bingley         |
| Rupert Friend     | Sr. George Wickham       |
| Tom Hollander     | Sr. William Collins      |
| Judi Dench        | Lady Catherine de Bourgh |
| Rosamund Stephen  | Anne de Bourgh           |
| Cornelius Booth   | Coronel Fitzwilliam      |
| Peter Wight       | Sr. Gardiner             |
| Penelope Wilton   | Sra. Gardiner            |
| Tamzin Merchant   | Georgiana Darcy          |

## Producción

### Adaptación de la novela
- Una gran disminución en la duración de algunas secuencias, como la visita de Elizabeth a Rosings Park y a la Parroquia Hunsford o la visita de Elizabeth a Pemberley.

- La condensación de varios parlamentos entre el señor Darcy y Lizz se presentan en una sola escena (en la sala de escritura) que sin embargo, en la novela se presentan en distintas ocasiones. El parlamento entre el señor Darcy y Lizz respecto del soneto del amor se presenta en las primeras escenas del film como un acto de revanchismo; en la novela tiene lugar cuando Lizz visita a su hermana enferma en casa de los Bingley y es para desviar la atención de la desatinada madre de Lizz.

- La personalidad soberbia del señor Darcy  aparece más atenuada en la interpretación de Matthew Macfadyen, en tanto, el rechazo entre la señora Bennet hacia Lizz no es tan notorio como lo descrito en la novela original. Lo mismo ocurre con el perfil de Caroline Bingley que en la novela es de personalidad más abrasiva e incisiva con Lizz y su familia que la interpretación de Kelly Reilly. En cambio, la relación entre Catherine de Bourgh y Lizz es más agresiva en película que en la novela original.

- La eliminación de algunos personajes secundarios, tales como las hermanas Bingley, Louisa Hurst, el Sr. Hurst, Lady y Maria Lucas, el Sr. y la Sra. Phillips, los hijos del matrimonio Gardiner, la Sra. Annesley (institutriz de Srta Darcy), varios de los amigos de Lydia (incluidos el Coronel y la Sra. Forster, que son exclusivamente nombrados en la película), y varios oficiales y personas del pueblo.

- La eliminación de algunas escenas, en las que los personajes reflejan o conversan sobre eventos que han ocurrido recientemente, por ejemplo: El capítulo a lo largo del cambio de opinión de Elizabeth después de leer la carta de Darcy.

- La caracterización de Georgiana Darcy es diferente a la novela. En la película se muestra como una pequeña muchacha alegre; sociable y muy expresiva que siente gran aprecio por Lizzy desde antes de conocerla gracias a los comentarios de su hermano; en el libro es descrita como una joven alta, silenciosa y tímida que, al igual que su hermano, es malinterpretada como altiva y seria por muchos, de la misma forma, Lizzy y la Señora Gardiner se ganan su aprecio al ayudarla secretamente a ser una buena anfitriona en una reunión social celebrada en Pemberley por su hermano.

- A pesar de ser el cierre del conflicto argumental de Caroline Bingley, la película omite su presencia en la reunión social llevada a cabo en Pemberley durante la visita de los Gardiner, donde la joven cae en desgracia ante Darcy y se ridiculiza frente a los invitados cuando intenta humillar a Lizzy burlándose de ella en voz alta en medio del evento.

- Los creadores de la película cambiaron varias escenas a escenarios más románticos que los presentados en la novela. Por ejemplo, en la película, la primera proposición de Darcy se realiza al aire libre en medio de una tormenta cerca de un hermoso lago y protegidos exclusivamente por el porche de un templete clásico. En el libro, esta escena tiene lugar dentro de la casa de los Collins, en la película  el señor Darcy solo ingresa a la casa pero no es capaz de declararse hasta la escena del templete. En la película, su segunda propuesta ocurre en los páramos nublados al amanecer; en el libro, Darcy y Elizabeth están caminando a plena luz del día soleado.

- La versión estadounidense de la película incluye una escena final del matrimonio Darcy disfrutando de una noche romántica en Pemberley. Este final no fue bien aceptado entre el público británico, por lo que lo suprimieron para las versiones internacionales, incluido el Reino Unido. Dicha versión concluye con el Sr. Bennet dando su bendición a la unión de Elizabeth y el Sr. Darcy.

- Mientras que la novela utiliza el capítulo final para narrar el destino de los diversos personajes y el futuro de sus relaciones entre sí, la película prescinde de esto, usando como desenlace el compromiso entre los protagonistas

### Rodaje
El rodaje se realizó enteramente en el Reino Unido durante el verano de 2004, las locaciones del rodaje fueron realizadas en varias casas señoriales, como: 
- Chatsworth House en Derbyshire como el exterior de Pemberley.
- Wilton House en Salisbury como el interior de Pemberley.
- Groombridge Place en Kent como la residencia de los Bennet. Aquí se usó tanto el interior como el exterior de la casa.
- Basildon Park en Berkshire como Netherfield Park.
- Burghley House en Cambridgeshire (como Rosings - el pueblo adyacente de Stamford, Lincolnshire, se usó como Meryton).

## Vestuario
Jacqueline Durran (diseñadora del vestuario de la película) comparte que la creación del vestuario fue todo un reto debido a que la novela ya había sido adaptada para la televisión, el objetivo era lograr crear algo distinto. 
Wright, el director, sentía que el tiro alto de los vestidos resultaba poco halagador para la figura femenina. En el siglo XVIII la silueta era encorsetada y la cintura marcada por este se situaba más o menos a la altura de la cintura natural, para el año 1790 el tiro de la cintura comenzó a elevarse (a la silueta imperio). Por fortuna descubrieron que el libro fue escrito 17 años antes de su publicación; gracias a esto se pudieron crear vestuarios que evitaran el corte imperio.
La mayoría de los vestuarios fueron hechos a mano, como lo hacían en la época.  

## Estreno
Se estrenó oficialmente en el Reino Unido el 16 de septiembre de 2005. En España se pudo ver por primera vez el 10 de febrero de 2006.

## Final extendido
La versión Blu-Ray/Dvd incluye además de material extra referente al rodaje y el casting, una versión extendida del final, que fue presentada en los cines de los Estados Unidos pero suprimida en la mayoría de los demás países. En este final extendido se ve a Elizabeth y al Señor Darcy en su mansión de Pemberley, ya casados y disfrutando de su luna de miel, sentados en el balcón de su habitación que mira al parque de Pemberley y al lago, el nuevo matrimonio charla. Darcy le pregunta a Lizzy como se siente, para ello la llama "querida" ella le pide que no la llame así, puesto que ese término es el que usa su padre para hablar a su madre cuando está disgustado con ella. Darcy sonríe y le pregunta entonces que cuales son los términos que ella autoriza a usar. Lizzy bromeando le responde dándose gracia para adjudicarse títulos. Indica que puede llamarla "Lizzy" para el día a día, "Mi Perla" pero solo los domingos, y "Diosa Divina" pero solo en ocasiones muy especiales, El Señor Darcy pregunta entonces cuál término puede usar cuando este disgustado con ella, sugiere llamarla "Señora Darcy" en esos momentos, Lizzy no acepta, declara que solo puede llamarla "Señora Darcy" cuando él esté total, completa y absolutamente feliz. Darcy sonríe y comienza a besar a su esposa en diversas partes del rostro repitiendo "Señora Darcy".

## Valoración
- Sensacine valorizó con nota promedio 4,4 ± 0.6[3]
- Potpaim  promedió con nota 8,2/10[4]
- Imdb Valorizó con nota 8.0/10
- RN Potatoes ranqueó el film con 89%/100
- Film afinnity ranqueó con nota 7,1/10[5]

## Premios y candidaturas

### Premios Óscar
| Año  | Categorías                | Persona                 | Resultado |
| ---- | ------------------------- | ----------------------- | --------- |
| 2005 | Mejor Actriz              | Keira Knightley         | Nominada  |
| 2005 | Mejor Banda Sonora        | Dario Marianelli        | Nominado  |
| 2005 | Mejor Dirección de Arte   | Mejor Dirección de Arte | Nominado  |
| 2005 | Mejor Diseño de Vestuario | Jacqueline Durran       | Nominada  |

### Globos de Oro
| Año  | Categoría                          | Persona                            | Resultado |
| ---- | ---------------------------------- | ---------------------------------- | --------- |
| 2005 | Mejor Película - Comedia o musical | Mejor Película - Comedia o musical | Nominada  |
| 2005 | Mejor Actriz - Comedia o musical   | Keira Knightley                    | Nominada  |

### Premios BAFTA
| Año  | Categoría                                             | Persona                       | Resultado |
| ---- | ----------------------------------------------------- | ----------------------------- | --------- |
| 2005 | Mejor Película                                        | Mejor Película                | Nominada  |
| 2005 | Mejor Actriz de Reparto                               | Brenda Blethyn                | Nominada  |
| 2005 | Mejor director, guionista o productor británico novel | Joe Wright                    | Ganador   |
| 2005 | Mejor Guion Adaptado                                  | Deborah Moggach               | Nominada  |
| 2005 | Mejor Diseño de Vestuario                             | Jacqueline Durran             | Nominada  |
| 2005 | Mejor Maquillaje y Peluquería                         | Mejor Maquillaje y Peluquería | Nominada  |

Además, la película ganó:
2005
- BSFC - Best New Filmmaker
- Satellite Award - Outstanding Costume Design

2006
- ALFS: British Director of the Year y British Supporting Actor of the Year
- Character and Morality in Entertainment Awards - Camie
- Premios Empire: Best British Film y Best Newcomer
- Evening Standard British Film Awards - Peter Sellers Award for Comedy
- Golden Trailer - Best Romance